# کهساله کلان
کهساله کلان (به انگلیسی: Khasala Kalan) یک منطقهٔ مسکونی در پاکستان است که در ناحیه راولپندی واقع شده‌است. کهساله کلان ۳۷۰ متر بالاتر از سطح دریا واقع شده‌است.